# Терлецький Валентин Миколайович

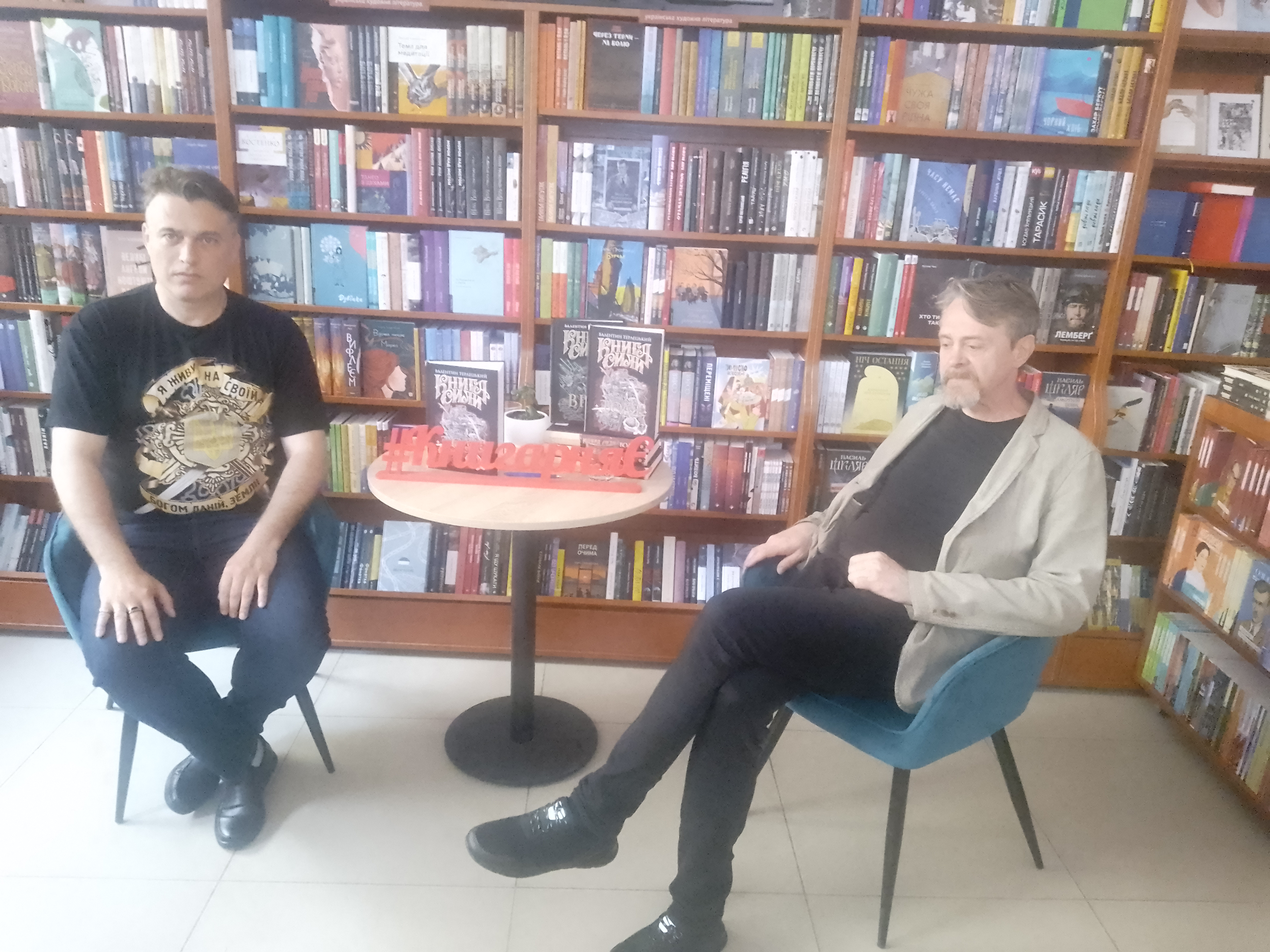
Олег Кіналь та Валентин Терлецький на презентації "Книги сили"

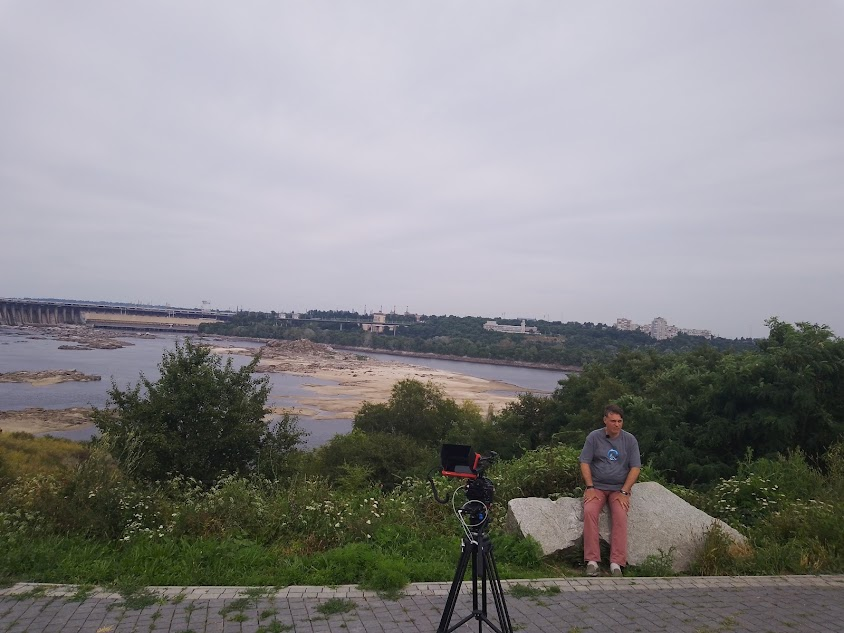
Валентин Терлецький на зйомках документального фільму "Прифронтове життя"

Терле́цький Валентин Миколайович (26 лютого 1975, Запоріжжя, Україна) — письменник, поет, літературний критик, журналіст, музикант, лідер гурту «Декаданс», співак, композитор, актор, режисер.

## Біографія
Валентин Терлецький народився в Запоріжжі. Закінчив Запорізький державний університет, філологічний факультет. З 1997 року працює журналістом, є членом Спілки журналістів України (1999) та Національної Спілки письменників України (2019).

## Група «Декаданс»
У 1992 році заснував рок-групу «Декаданс», яка має десять номерних музичних альбомів і дві збірки, 9 відеокліпів. У 2002 році визнавалася найкращою групою Запоріжжя за результатами хіт-параду на радіо «Запоріжжя», в 2008 році стала переможцем конкурсу «The Best 2008», 2017 року перемогла у Всеукраїнському фестивалі-конкурсі "Рок-сезон". У групі Валентин співає, грає на кількох інструментах (гітара, губна гармоніка), є автором музики і текстів. За цей час він написав більше 200 пісень, що у різний час виконувалися як групою, так і сольно.

## Книги
- Поезія «Ключи от сумерек» (2003, Тандем-У).
- Поезія «Небесний оркестр» (2006, Дике поле).
- «Рок-н-рол, стакан, кохання» (2008, Фоліо) — роман-переможець конкурсу міського молодіжного роману «Графіті 2007».
- «Хроніки міських божевільних» (2009, Альтерпрес) — роман-переможець Міжнародного літературного конкурсу «Євроформат 2008».
- «Подзвін з-під води» (2011, Фоліо) — роман.
- «Соломонова Червона Зірка» (2012,Темпора) — проект, яким митці прагнули змалювати портрет сучасної України — всіх її 25-ти регіонів. Валентин Терлецький — автор есе про Запоріжжя.
- «Хмарочос» — (2012, Нора-друк) — роман. Вибір видавців конкурсу «Коронація слова — 2012».
- Збірка поезії «П'ята пора року» (2014, Крок)
- Збірка «Друзі незрадливі» (2014, Видавництво старого Лева) — за результатами конкурсу «Мі-мі-мі». До збірки увійшов вірш Валентина Терлецького «Моєму папузі на ймення Бука».
- «Кілька років зими» (2016, Кальварія) — роман. Отримав спеціальну відзнаку Всеукраїнського об'єднання любителів фантастики «ВОЛФ» у 2014 році.
- «В. І. Н.» (2017, Кальварія) — роман. Отримав спеціальну відзнаку від Міністерства екології України у 2015 році.
- «Книга Сили. Воля» (2018, Кальварія), перевидання (2024, Богдан) — історичний роман, перша частина серії.
- Збірка поезій «Дощ і місто» (2018, Дике поле)
- «Книга сили. Віра» (2021, Білка) — історичний роман, друга частина серії.
- Науково-популярна стаття-дослідження "Запорозькі козацькі характерники в документальних свідченнях". Збірка "Характерництво запорозького козацтва як елемент нематеріальної культурної спадщини України" (2022, Тантем).
- "Гетьмани України. Петро Конашевич-Сагайдачний. Іван Сулима" (2024, Брайт Букс) - біографії двох українських гетьманів у відповідній історичній серії.
- Збірка поезій "Нове і невідоме" (2024, Фіолетовий слон).

## Професійна діяльність
З 1997 року Валентин Терлецький працює журналістом різних ЗМІ. 
З 2015 року є автором і ведучим програми «Козацька звитяга» на Запорізькій філії Суспільного телебачення (загалом вийшло 158 оригінальних випусків). Це унікальна в світовій телеіндустрії програма — щотижневий тележурнал про історію та сучасність українського козацтва, який має три рубрики — «Історія», «Сучасність» та «Спас». Програма відзначена багатьма нагородами на Міжнародних і Всеукраїнських теле- і кінофестивалях, внесена до шкільної програми з історії у навчальних закладах багатьох міст, має фан-клуби в декількох країнах світу. 
Також Валентин Терлецький є автором документальних фільмів «Не шукайте „Спас“ на чужині» (2016), «Жити наново» (2016), «Втеча» (2017) і «Нестор Махно — символ волі» (2018), які також відзначені багатьма професійними нагородами. 
З 2022 року на Ютуб-каналі "Козацької звитяги" https://www.youtube.com/channel/UChqdVkCii20lutrFlWOoXag веде авторський блог "Козацький апокриф" (лекції про історію українського козацтва). 
Також з літа 2022 року на запорізькому телеканалі МТМ є автором і ведучим серії документальних фільмів "Ангели Перемоги" про загиблих героїв російсько-української війни (низка всеукраїнських відзнак і нагород, у тому числі - лауреат XV всеукраїнського фестивалю екранних мистецтв «Дніпро-cinema» ім. Данила Сахненка за найяскравіший фільм-портрет).

## Відзнаки
- У 2003 році нагороджений «Золотим пером» від Міжнародного літературного конкурсу «Коронація слова», як літературний критик.
- Переможець Всеукраїнського конкурсу міського молодіжного роману «Графіті 2007» з романом «Рок-н-рол, стакан, кохання» (2008, Фоліо).
- Переможець Міжнародного літературного конкурсу «Євроформат 2008» з романом «Хроніки міських божевільних» (2009, Альтерпрес).
- У 2009 році став лауреатом щорічної премії від журналу Національної Спілки письменників України «Березіль» - за публікацію журнального варіанту роману "Тридцять днів перед тридцятиріччям" - під назвою "Пісочниця для двадцятилітніх" (роман досі не видано).
- У 2012 році отримав спецвідзнаку «Вибір видавців» на Міжнародному конкурсі романів та кіносценаріїв «Коронація слова» за роман «Хмарочос» (2012, Нора-Друк).
- У 2014 році отримав спецвідзнаку від  фестивалю фантастики «ВОЛФкон» на Міжнародному конкурсі романів та кіносценаріїв «Коронація слова» за роман «Кілька років зими» (2016, Кальварія).
- У 2014 році став лауреатом поетичного конкурсу серед журналістів, який проводив осередок Національної Спілки журналістів України в Запорізькій обл.
- У 2015 році на Міжнародному конкурсі романів та кіносценаріїв «Коронація слова» отримав спецпремію від Міністра екології та природних ресурсів України і фонду «Успішна Україна» за роман «В.І.Н.» (2017, Кальварія).
- 2-ге місце у номінації «І оживе добра слава, слава України» на Всеукраїнському фестивалі телерадіопрограм «Кобзар єднає Україну» та спецвідзнака на Всеукраїнському фестивалі «Запорізька синерама» за документальний фільм «Не шукайте «Спас» на чужині» (2016) - у складі творчої групи (автор сценарію та ведучий).
- Переможець Всеукраїнського фестивалю «Запорізька синерама» у номінації «Кращий патріотичний фільм» та 2-ге місце на 11-му міжнародному фестивалі екранних мистецтв «Дніпро сінема» за документальний фільм «Жити наново» (2016) - у складі творчої групи (автор сценарію та ведучий).
- 2-ге місце на Всеукраїнському фестивалі телевізійних і радіопрограм «Кобзар єднає Україну» в номінації «І оживе добра слава, слава України» за документальний фільм «Втеча» (2017) - у складі творчої групи (автор сценарію та ведучий).
- У 2021 році став лауреатом Запорізької обласної літературно-мистецької премії імені Петра Ребра за роман «Книга сили. Воля» (2018, Кальварія).
- 2024 рік - лауреат XV всеукраїнського фестивалю екранних мистецтв «Дніпро-cinema» ім. Данила Сахненка за найяскравіший фільм-портрет "Олексій Пучков" із серії документальних фільмів "Ангели Перемоги" - у складі творчої групи (автор сценарію та ведучий).
- Нагороджений медалями: «За розвиток козацтва» (2018), «Медаллю гетьмана Івана Мазепи» (2020) "Незламним героям російсько-української війни" (2023) та Орденом Архістратига Михаїла (2024)— за значний внесок у розвиток козацького руху України (з жовтня 1991 року є козаком відродженого Війська Запорозького Низового, записаний у найпершому реєстрі під № 8, також є посвячним козаком Спасу, директором інформаційного департаменту ВГО "Всеукраїнська Федерація "Спас").

## Вистава
Валентин Терлецький має в своєму доробку авторську музично-поетичну моно-виставу «Ти чуєш мої смолоскипи!» за мотивами своєї збірки віршів «П'ята пора року», в якій виступає режисером і виконавцем всіх ролей (прем'єра відбулася у Запоріжжі в травні 2014 року). Вистава з успіхом була поставлена на багатьох фестивальних, сценічних та театральних майданчиках України у 2014—2018 рр. 
В. Терлецький також був актором студентського театру «Спудеї» при філологічному факультеті ЗНУ в 1995—1997 рр., грав головні та другорядні ролі в численних класичних та авторських постановках (більше 10 вистав), у складі трупи отримав кілька нагород на театральних фестивалях того часу.

## «Вірші у Радіо-Домі»
У березні 2018 року Валентин Терлецький створив проект «Вірші у Радіо-Домі» — начитав у студії Запорізького обласного радіо та записав на відео 31 власну поезію різних періодів.

## Артдиректор Кінного театру «Запорозькі козаки»
З кінця травня 2021 р. Валентин Терлецький є артдиректором Кінного театру «Запорозькі козаки» на о. Хортиця у Запоріжжі. Ним було організовано і проведено декілька гучних івентів — зокрема, Зелені свята, Русальні вечорниці, Медовий Спас, Козацький Halloween, Свято великих козацьких перемог і фестиваль шабельного бою (в рамках якого відбулася прем'єра театралізованої постановки епізоду Хотинської битви 1621 року за мотивами його ж «Книга сили. Віра» і за його власним сценарієм у виконанні акторів Запорізького обласного академічного музично-драматичного театру ім. Магара), День Святого Миколая (Валентин зіграв самого св. Миколая).

## Виставка графіки О. Кіналя за книгою Терлецького
У серпні 2021 р. відомий художник Олег Кіналь створив виставку власних картин «Лицарі віри та шаблі», які є ілюстраціями до серії романів В. Терлецького «Книга сили». Виставка працювала протягом місяця у краєзначому музеї м. Кам'янське, згодом — у Запорізькій обласній універсальній науковій бібліотеці.